# Örjan Nilsson
Örjan Eric Gustaf Nilsson, född den 15 mars 1933 i Norrköping, död den 16 juli 2021 i Uppsala, var en svensk botaniker. Auktorsnamnet Ö.Nilsson kan användas för Örjan Nilsson i samband med ett vetenskapligt namn inom botaniken; se Wikipediaartiklar som länkar till auktorsnamnet.
Nilsson avlade studentexamen i Ulricehamn och studerade därefter vid Lunds universitet. Efter att ha promoverats till filosofie doktor vid Uppsala universitet 1971 på avhandlingen Studies in Montia L., Claytonia L. and allied genera: Taxonomy, morphology, pollen morphology, cytology, reproduction and distribution blev han docent i botanik där samma år  och tillförordnad förste trädgårdsintendent vid Uppsala universitets botaniska trädgård 1974. Nilsson medverkade i Sveriges radios Naturväktarna och författade Fotofloran (1969), Nordisk fjällflora (1986) och Kustfloran (1992). Han var även under en period från 1987 Moderata samlingspartiets miljöpolitiske talesperson och medlem av partistyrelsen.